# أمفيسبينا (أسطورة)
أمفیسبينا (بالإنجليزية: Amphisbaena)‏ أو أم النمل، هي أفعى إغريقية برأسين وعينين تتوهجان مثل شمعتين. ولها رأس في كل طرف من جسمها. ومن هناك جاء اسمها الذي يعني "التي تذهب في اتجاهين”. وتسمى أيضا “أم النمل" لأنها تتغذى على النمل. وتنقسم إلى نصفين ثم يعود النصفان ويلتئمان. وقد سجل بليني مزاياها الطبية. ويعتقدون أن مَن تضع أفعى حية حولها فإنها سوف تضمن حملا مأمونا. ووضع أفعى ميتة يفيد مرضی الروماتيزم. وهناك وثيقة من أدب الحيوان في العصور الوسطى يقول: إن أمفیسبينا لها رأسا سحلية، بل حتى لها رأسا طائر يشبه الأفعى.

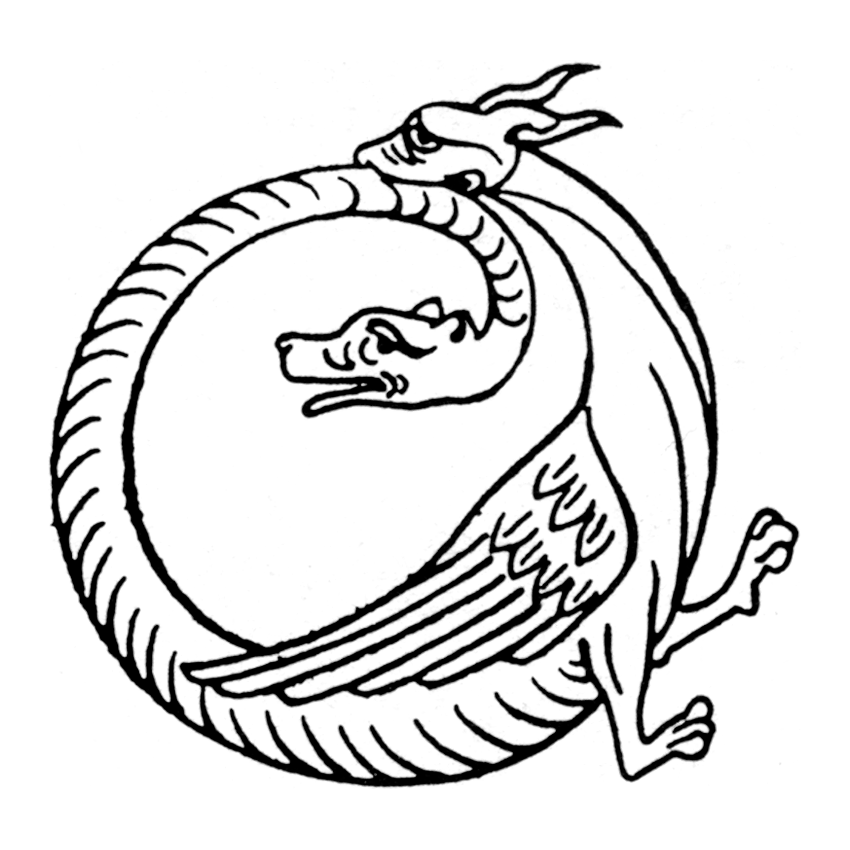
شكل الأفعى أمفيسبينا

وفقًا للأساطير اليونانية، تم ولادة الأمفيسبينا من الدماء التي سالت من رأس الجورجون ميدوسا أثناء تحليق بيرسيوس فوق الصحراء الليبية وهي معه في يده، وبعد ذلك واجه جيش كاتو مع الثعابين الأخرى في المسيرة، وتغدت من الجثث.
تم ذكر أمفيسبينا من قبل العديد من الأدباء والشعراء ومنهم: نيكاندر، جون ميلتون، ألكسندر بوب، بيرسي بيش، ألفريد، لورد تينيسون، إيمي سيزار، ألين مانديلبوم؛ باعتبارها مخلوقًا أسطوريًا.
في كتاب الوحوش، ت.ا. وايت يشير إلى أن المخلوق مستمد من مشاهد السحالي الدودية التي تحمل نفس الاسم. تم العثور على هذه المخلوقات في بلدان البحر الأبيض المتوسط حيث نشأت العديد من هذه الأساطير.